# 金炳萬
金炳萬（韓語：김병만，1975年7月29日—），出生於全羅北道完州郡，韓國著名搞笑藝人，以卓越的武術實力（跆拳道2段、合氣道2段、功夫2段）、滑稽的鬧劇和驚人的雜技為人熟悉，擁有「達人」的稱號，在《叢林的法則》扮演著族長的角色，人稱「金族長」。

## 早年生活
金炳萬出生在全羅北道完州一個貧窮家庭，有一個姊姊和兩個妹妹。父親因生意失敗而成為一個酒鬼，同時亦令家庭負債累累。母親為了賺錢而兼職幾份工，而金炳萬自己也為了幫補家計而成為體力勞動者。為了當喜劇演員，金炳萬搬到首爾。經過三次在KBS和四次在MBC面試失敗，終於在2002年成功通過KBS的面試：在《搞笑演唱會》中飾演「達人」一角開始了自己的演藝生涯。

## 演藝生涯
2002年，他透過電影《禮物》（선물）出道。

他曾多次參加KBS體育綜藝節目《出發夢之隊2》，並五次成為該集最強者以及一次贏得個人賽冠軍。

另外，他在2011年參加了由金妍兒主持的真人秀《金妍兒的Kiss & Cry》，與職業選手李秀景拍擋並最後獲得亞軍。

## 事故
2017年7月20日他前往美國為準備參加高空跳傘世界大賽進行訓練時，因故於落地時不慎造成脊椎骨折；經過治療後，8月2日返回韓國休養，所有節目暫停錄製，他因而缺席《叢林的法則》斐濟篇錄製。

## 綜藝節目

### 固定
- 2011年 SBS 《金妍兒的Kiss & Cry》固定參賽者(2011年5月22日-2011年8月21日)
- 2011年 SBS 《叢林的法則》固定MC(2011年10月21日－2021年5月31日)
- 2012年 JTBC 《李秀根和金炳萬的上流社會》固定MC(2011年12月10日-2013年6月15日)
- 2014年 SBS 《快樂的家》固定成員(2014年8月31日-2015年3月18日)
- 2015年 SBS 《握拳少林寺》固定成員(2015年10月17日-2016年1月23日)
- 2015年 CHANNEL A  《머슴아들長工男兒》固定成員
- 2017年 SBS 《握拳汽笛船》固定成員 (2017年4月15日-2017年8月12日)
- 2018年 TVN 《伽利略：觉醒的宇宙》固定成員 (2018年7月15日-2018年9月9日)
- 2019年 MBN 《奧地GO》固定成員（201900909-20191014）
- 2020年 KBS 《只租土地》固定成員（20201103-20210206）
- 2023年 Netflix 《喪屍宇宙》

### 嘉賓
- 2010年 KBS 《乘勝長驅》第21集嘉賓(2010年6月29日)
- 2011年 KBS 《乘勝長驅》第48、50集嘉賓(2011年1月18日、2月8日)
- 2010年KBS 出發吧夢之隊2 0502(ep27)0711(ep37)0718(ep38）0815(ep42)0822(ep43)1010(ep50 )1017(ep51)1107(ep54)1121(ep56）
- 2011年KBS出發夢之隊2  0116(ep64）0206(ep67) 0320(ep73) 0327(ep74) 0410(ep76) 0424(ep78) 0508(ep80) 0515(ep81) 0619(ep86) 0703(ep88) 1009(ep101)1016(ep102)
- 2011年 SBS 《Running Man》第28集嘉賓(2011年1月30日)
- 2011年 SBS 《每天每夜》第27集嘉賓(2011年5月16日)
- 2011年 KBS 《兩天一夜》第205、206、207、208、209、210集(觀眾同遊特輯)特邀領隊(2011年 8月21日－2011 年 9月25日)
- 2012年 KBS 《乘勝長驅》第100、101集特別MC(2012年1月31日、2月7日)
- 2012年 SBS 《Go Show》第16、17集嘉賓(2012年7月20日、27日)
- 2013年 SBS 《流行的發現》第2集嘉賓(2013年2月1日)
- 2013年 KBS2《我們小區藝體能》第1、2集嘉賓(2013年4月9日、16日)
- 2013年 SBS 《Running Man》第145集嘉賓(2013年5月12日)
- 2013年 SBS 《赤腳的朋友們》第11、12集嘉賓(2013年6月30日、7月7日)
- 2014年 SBS 《Healing Camp》第126集嘉賓(2014年1月27日)
- 2018年 JTBC 《鬼怪夜市》180311,180318嘉賓
- 2018年 JTBC 《請給一頓飯》第63集嘉賓(2018年1月3日)
- 2018年 SBS 《家師父一體》第39、40集師父(2018年10月7日、14日)
- 2019年 SBS 《家師父一體》第97~99集師父(2019年12月8日、15日、22日)

## 影視作品

### 電視劇
- 2008年 MBC 《綜合醫院2》 飾演 吳永範
- 2008年 MBC 《大韓民國律師》
- 2010年 MBC 《朋友，我們的傳說》
- 2010年 SBS 《醫生冠軍》 特別出演
- 2010年 SBS 《雅典娜：戰爭女神》 第一集客串經營遊樂場射擊遊戲的人
- 2012年 MBC 《媽媽是什麼》 飾演 明洙的叔叔金炳萬
- 2013年 KBS 《職場之神》 客串 醬螃蟹達人（第3集）

### 電影
- 2005年 《糊塗家族》
- 2007年 《我的老婆是大佬3》
- 2008年 《廣播歲月》
- 2011年 《西遊記歸來》

## 獲獎紀錄
2008年
- KBS演藝大賞：娛樂獎、喜劇獎
- 第35屆韓國放送大獎：喜劇演員獎（搞笑演唱會）

2009年
- 第17屆韓國文化娛樂大賞：喜劇演員獎
- 第10屆視頻大戰：喜劇演員最上鏡獎
- 第21屆韓國PD大賞：喜劇演員部門演員獎
- 第45屆百想藝術大賞：電視部門男子藝能獎

2010年
- KBS演藝大賞：喜劇部門男子最優秀獎
- 第2屆韓國大眾文化藝術獎：文化獎、旅遊部長獎

2011年
- 第5屆SBS演藝大賞：功勞獎、綜藝部門最優秀獎（金妍兒的Kiss & Cry、叢林的法則）

2012年
- 中央選舉委員會感謝狀
- 第6屆SBS演藝大賞：綜藝部門最優秀獎（叢林的法則）

2013年
- 第49屆百想藝術大賞：男子藝能獎（叢林的法則、上流社會）
- 第7屆SBS演藝大賞：大賞

2014年
- KBS演藝大賞：娛樂獎、喜劇獎
- 第41屆韓國放送大獎：喜劇演員獎（叢林的法則）

2015年
- 第9屆SBS演藝大賞：大賞（與劉在錫共同獲獎）

## 外部連結
- 官方网站 
- 金炳萬的X（前Twitter）
- 金炳萬的Instagram帳戶